# Alcide Pavageau

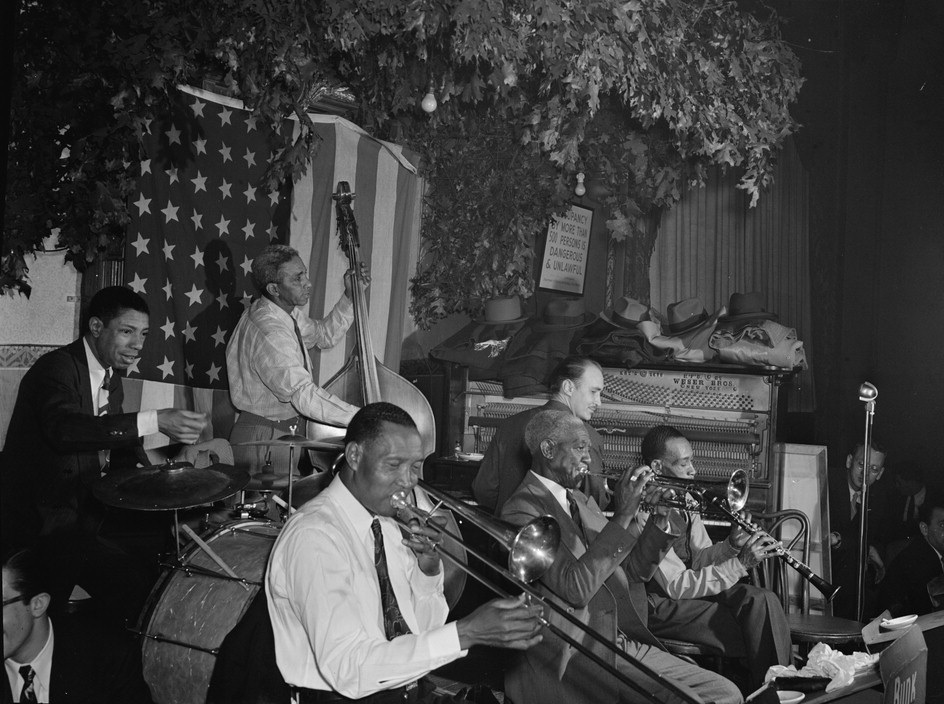
(Von links:) Kaiser Marshall (Schlagzeug), Alcide Pavageau (Bass), Jim Robinson (Posaune), Bunk Johnson (Trompete), Don Ewell (Piano) und George Lewis (Klarinette) im Stuyvesant Casino, New York, ca. Juni 1946.
Fotografie von William P. Gottlieb.

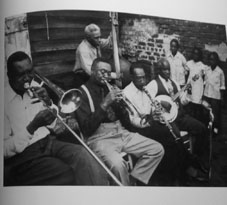
Pavageau am Bass in der George Lewis Ragtime Jazz Band, New Orleans 1950

Alcide „Slow Drag“ Pavageau (* 7. März 1888 in New Orleans; † 19. Januar 1969 ebenda) war ein US-amerikanischer Bassist des Traditional Jazz.

## Leben und Wirken
Pavageau begann als Gitarrist um 1905 und wurde als Tänzer für einen Tanz bekannt, der ihm den Spitznamen „Slow Drag“ einbrachte. Erst Ende der 1920er Jahre wechselte er zum Kontrabass. Er spielte in New Orleans unter anderem mit Buddy Petit, Herb Morand, Emil Barnes und im Dixieland Revival in New York ab 1943 mit George Lewis und auch kurz mit Bunk Johnson 1945 in New York. Mit Lewis spielte er weiter nach der Rückkehr nach New Orleans, ging mit ihm mehrfach auf Welttournee bis Ende der 1950er Jahre und nahm mit ihm häufig auf. In den 1960er Jahren gehörte er zum Preservation Hall Orchester und marschierte als Grand Marshal in den Paraden.
Seine Frau Sister Annie Pavageau war Gospel-Pianistin und Sängerin, die auch Aufnahmen machte.
Er nahm mit George Lewis und Bunk Johnson auf; 1965 spielte er ein Album unter eigenem Namen bei Jazz Crusade ein.